# Halowe Mistrzostwa Świata w Lekkoatletyce 2016 – pięciobój kobiet
Pięciobój kobiet – jedna z konkurencji rozgrywanych podczas halowych lekkoatletycznych mistrzostw świata w Oregon Convention Center w Portlandzie.
Tytułu mistrzowskiego z 2014 roku nie broniła Holenderka Nadine Broersen.

## Minimum kwalifikacyjne
W przeciwieństwie do pozostałych konkurencji, w wielobojach IAAF nie ustaliła określonych minimów, a zaprosiła 12 zawodniczek według następującego klucza:
- zwyciężczyni IAAF Combined Events Challenge w sezonie 2015
- 5 najlepszych zawodniczek z list światowych w siedmioboju w sezonie 2015 (maksymalnie jedna lekkoatletka z jednego kraju)
- 5 najlepszych zawodniczek z list światowych w pięcioboju w sezonie 2016
- 1 dzika karta
- w gronie 12 zaproszonych zawodniczek mogły się znaleźć co najwyżej dwie zawodniczki z jednego kraju. Jeżeli dana zawodniczka odmówiła startu, w jej miejsce mogła wejść kolejna zawodniczka z listy[1].

## Terminarz
| Data     | Godzina | Konkurencja                    |
| -------- | ------- | ------------------------------ |
| 18 marca | 11:15   | bieg na 60 metrów przez płotki |
| 18 marca | 12:15   | skok wzwyż                     |
| 18 marca | 14:25   | pchnięcie kulą                 |
| 18 marca | 17:15   | skok w dal                     |
| 18 marca | 20:10   | bieg na 800 metrów             |

## Rekordy
W poniższej tabeli przedstawiono (według stanu przed rozpoczęciem mistrzostw) halowe rekordy świata, poszczególnych kontynentów oraz halowych mistrzostw świata.
|                                   | Zawodniczka       | Wynik     | Miejsce     | Data                |
| --------------------------------- | ----------------- | --------- | ----------- | ------------------- |
| Halowy rekord świata              | Natala Dobrynśka  | 5013 pkt. | Stambuł     | 9 marca 2012(dts)   |
| Rekord halowych mistrzostw świata | Natala Dobrynśka  | 5013 pkt. | Stambuł     | 9 marca 2012(dts)   |
| Halowy rekord Afryki              | Eunice Barber     | 4558 pkt. | Paryż       | 9 marca 1997(dts)   |
| Halowy rekord Ameryki Południowej | Vanessa Spínola   | 4292 pkt. | Tallinn     | 14 lutego 2016(dts) |
| Halowy rekord Ameryki Północnej   | Sharon Day-Monroe | 4805 pkt. | Albuquerque | 21 lutego 2014(dts) |
| Halowy rekord Australii i Oceanii | Jane Jamieson     | 4490 pkt. | Maebashi    | 5 marca 1999(dts)   |
| Halowy rekord Azji                | Olga Rypakowa     | 4582 pkt. | Pattaya     | 10 lutego 2006(dts) |
| Halowy rekord Europy              | Natala Dobrynśka  | 5013 pkt. | Stambuł     | 9 marca 2012(dts)   |

## Listy światowe
Tabela przedstawia 10 najlepszych wyników uzyskanych w sezonie halowym 2016 przed rozpoczęciem mistrzostw.
| Lp. | Zawodniczka         | Wynik     | Data        | Miejsce      |
| --- | ------------------- | --------- | ----------- | ------------ |
| 1.  | Anastasija Mochniuk | 4745 pkt. | 27 stycznia | Zaporoże     |
| 2.  | Claudia Rath        | 4688 pkt. | 14 lutego   | Tallinn      |
| 2.  | Alina Fiodorowa     | 4688 pkt. | 25 lutego   | Sumy         |
| 4.  | Nafissatou Thiam    | 4678 pkt. | 7 lutego    | Gandawa      |
| 5.  | Akela Jones         | 4643 pkt. | 22 stycznia | Manhattan    |
| 6.  | Kendell Williams    | 4558 pkt. | 20 lutego   | Fayetteville |
| 7.  | Morgan Lake         | 4519 pkt. | 13 lutego   | Salamanka    |
| 8.  | Kateřina Cachová    | 4506 pkt. | 17 lutego   | Praga        |
| 9.  | Jana Maksimawa      | 4470 pkt. | 29 stycznia | Homel        |
| 10. | Taliyah Brooks      | 4457 pkt. | 31 stycznia | Fayetteville |

## Wyniki konkurencji
Źródło: IAAF
| CR – rekord mistrzostw \| NR – rekord kraju \| AR – rekord kontynentu \| SB – najlepszy wynik w sezonie \| PB – rekord życiowy |

### Bieg na 60 metrów przez płotki
| Pozycja | Bieg | Zawodniczka              | Reprezentacja     | Czas | Punkty | Uwagi |
| ------- | ---- | ------------------------ | ----------------- | ---- | ------ | ----- |
| 4.      | 2    | Brianne Theisen-Eaton    | Kanada            | 8,04 | 1120   | PB    |
| 2.      | 2    | Anastasija Mochniuk      | Ukraina           | 8,11 | 1104   | PB    |
| 3.      | 1    | Alina Fiodorowa          | Ukraina           | 8,27 | 1068   | PB    |
| 4.      | 2    | Kendell Williams         | Stany Zjednoczone | 8,31 | 1059   |       |
| 5.      | 2    | Kateřina Cachová         | Czechy            | 8,34 | 1052   |       |
| 6.      | 1    | Barbara Nwaba            | Stany Zjednoczone | 8,43 | 1032   | SB    |
| 7.      | 2    | Makeba Alcide            | Saint Lucia       | 8,47 | 1024   |       |
| 8.      | 1    | Celina Leffler           | Niemcy            | 8,49 | 1019   | SB    |
| 9.      | 1    | Györgyi Zsivoczky-Farkas | Węgry             | 8,56 | 1004   |       |
| 10.     | 1    | Georgia Ellenwood        | Kanada            | 8,64 | 987    |       |
| 11.     | 1    | Morgan Lake              | Wielka Brytania   | 8,70 | 974    |       |
| 12.     | 2    | Salcia Slack             | Jamajka           | 8,72 | 969    |       |

### Skok wzwyż
| Pozycja | Zawodniczka              | Reprezentacja     | 1,64 | 1,67 | 1,70 | 1,73 | 1,76 | 1,79 | 1,82 | 1,85 | 1,88 | 1,91 | Wynik | Punkty | Uwagi | Punkty po 2/5 |
| ------- | ------------------------ | ----------------- | ---- | ---- | ---- | ---- | ---- | ---- | ---- | ---- | ---- | ---- | ----- | ------ | ----- | ------------- |
| 1.      | Morgan Lake              | Wielka Brytania   | –    | –    | –    | –    | –    | o    | o    | o    | xo   | xxx  | 1,88  | 1080   |       | 2054          |
| 2.      | Alina Fiodorowa          | Ukraina           | o    | o    | o    | o    | o    | o    | o    | o    | xxx  |      | 1,85  | 1041   | SB    | 2109          |
| 3.      | Györgyi Zsivoczky-Farkas | Węgry             | –    | –    | o    | xo   | o    | o    | xo   | o    | xxx  |      | 1,85  | 1041   | SB    | 2045          |
| 4.      | Brianne Theisen-Eaton    | Kanada            | –    | –    | –    | –    | o    | o    | xo   | xo   | xxx  |      | 1,85  | 1041   | SB    | 2161          |
| 5.      | Anastasija Mochniuk      | Ukraina           | –    | –    | –    | o    | xo   | o    | o    | xxo  | xxx  |      | 1,85  | 1041   | PB    | 2145          |
| 6.      | Kendell Williams         | Stany Zjednoczone | –    | –    | xo   | o    | o    | o    | xxo  | xxo  | xxx  |      | 1,85  | 1041   |       | 2100          |
| 7.      | Barbara Nwaba            | Stany Zjednoczone | –    | –    | o    | o    | o    | o    | xo   | xxx  |      |      | 1,82  | 1003   |       | 2035          |
| 8.      | Kateřina Cachová         | Czechy            | o    | o    | o    | o    | o    | xxo  | xxx  |      |      |      | 1,79  | 966    |       | 2018          |
| 9.      | Georgia Ellenwood        | Kanada            | –    | –    | o    | xo   | o    | xxo  | xxx  |      |      |      | 1,79  | 966    |       | 1953          |
| 10.     | Makeba Alcide            | Saint Lucia       | o    | o    | o    | xxo  | o    | xxx  |      |      |      |      | 1,76  | 928    |       | 1952          |
| 11.     | Celina Leffler           | Niemcy            | xxo  | o    | xxo  | xxx  |      |      |      |      |      |      | 1,70  | 855    | SB    | 1874          |
| –       | Salcia Slack             | Jamajka           | xxx  |      |      |      |      |      |      |      |      |      | NM    | 0      |       | 969           |

### Pchnięcie kulą
| Pozycja | Zawodniczka              | Reprezentacja     | #1    | #2    | #3    | Wynik | Punkty | Uwagi | Punkty po 3/5 |
| ------- | ------------------------ | ----------------- | ----- | ----- | ----- | ----- | ------ | ----- | ------------- |
| 1.      | Alina Fiodorowa          | Ukraina           | 15,05 | 15,44 | 15,41 | 15,44 | 890    |       | 2999          |
| 2.      | Anastasija Mochniuk      | Ukraina           | 14,35 | 14,11 | 15,01 | 15,01 | 862    | PB    | 3007          |
| 3.      | Barbara Nwaba            | Stany Zjednoczone | 15,00 | –     | –     | 15,00 | 861    | PB    | 2896          |
| 4.      | Györgyi Zsivoczky-Farkas | Węgry             | 13,88 | 14,54 | 13,92 | 14,54 | 830    | PB    | 2875          |
| 5.      | Brianne Theisen-Eaton    | Kanada            | 13,44 | 13,60 | 13,70 | 13,70 | 774    | SB    | 2935          |
| 6.      | Morgan Lake              | Wielka Brytania   | 13,18 | 13,61 | 13,01 | 13,61 | 768    | SB    | 2822          |
| 7.      | Makeba Alcide            | Saint Lucia       | 13,46 | 13,20 | x     | 13,46 | 758    | NR    | 2710          |
| 8.      | Kendell Williams         | Stany Zjednoczone | 13,45 | x     | 13,09 | 13,45 | 757    |       | 2857          |
| 9.      | Salcia Slack             | Jamajka           | 13,14 | 13,24 | x     | 13,24 | 743    |       | 1712          |
| 10.     | Celina Leffler           | Niemcy            | 12,58 | 12,74 | 13,17 | 13,17 | 739    |       | 2613          |
| 11.     | Georgia Ellenwood        | Kanada            | 12,54 | 12,30 | 12,26 | 12,54 | 697    |       | 2650          |
| 12.     | Kateřina Cachová         | Czechy            | 11,13 | 12,26 | 11,76 | 12,26 | 678    | SB    | 2696          |

### Skok w dal
| Pozycja | Zawodniczka              | Reprezentacja     | #1   | #2   | #3   | Wynik | Punkty | Uwagi | Punkty po 4/5 |
| ------- | ------------------------ | ----------------- | ---- | ---- | ---- | ----- | ------ | ----- | ------------- |
| 1.      | Anastasija Mochniuk      | Ukraina           | 6,37 | 6,66 | 6,37 | 6,66  | 1059   | PB    | 4066          |
| 2.      | Brianne Theisen-Eaton    | Kanada            | 6,37 | 6,42 | x    | 6,42  | 981    | SB    | 3916          |
| 3.      | Alina Fiodorowa          | Ukraina           | 6,33 | 6,31 | –    | 6,33  | 953    | SB    | 3952          |
| 4.      | Kendell Williams         | Stany Zjednoczone | x    | 6,30 | 6,10 | 6,30  | 943    |       | 3800          |
| 5.      | Györgyi Zsivoczky-Farkas | Węgry             | 6,28 | x    | x    | 6,28  | 937    | SB    | 3812          |
| 6.      | Kateřina Cachová         | Czechy            | x    | 5,91 | 6,11 | 6,11  | 883    |       | 3579          |
| 7.      | Morgan Lake              | Wielka Brytania   | 6,03 | 5,88 | 5,95 | 6,03  | 859    | SB    | 3681          |
| 8.      | Georgia Ellenwood        | Kanada            | 5,72 | 5,67 | 6,01 | 6,01  | 853    |       | 3503          |
| 9.      | Salcia Slack             | Jamajka           | x    | 5,93 | x    | 5,93  | 828    |       | 2540          |
| 10.     | Makeba Alcide            | Saint Lucia       | 5,58 | 5,86 | 5,89 | 5,89  | 816    |       | 3526          |
| 11.     | Barbara Nwaba            | Stany Zjednoczone | 5,84 | x    | 5,76 | 5,84  | 801    | SB    | 3697          |
| 12.     | Celina Leffler           | Niemcy            | 5,64 | 5,83 | 5,75 | 5,83  | 798    |       | 3411          |

### Bieg na 800 metrów
| Pozycja | Zawodniczka              | Reprezentacja     | Czas    | Punkty | Uwagi |
| ------- | ------------------------ | ----------------- | ------- | ------ | ----- |
| 1.      | Brianne Theisen-Eaton    | Kanada            | 2:09,99 | 965    | SB    |
| 2.      | Barbara Nwaba            | Stany Zjednoczone | 2:10,07 | 964    | SB    |
| 3.      | Györgyi Zsivoczky-Farkas | Węgry             | 2:18,48 | 844    | SB    |
| 4.      | Makeba Alcide            | Saint Lucia       | 2:18,65 | 842    | SB    |
| 5.      | Salcia Slack             | Jamajka           | 2:19,00 | 837    |       |
| 6.      | Kateřina Cachová         | Czechy            | 2:19,97 | 824    |       |
| 7.      | Georgia Ellenwood        | Kanada            | 2:20,18 | 821    |       |
| 8.      | Morgan Lake              | Wielka Brytania   | 2:20,40 | 818    |       |
| 9.      | Alina Fiodorowa          | Ukraina           | 2:20,42 | 818    |       |
| 10.     | Kendell Williams         | Stany Zjednoczone | 2:22,82 | 786    |       |
| 11.     | Anastasija Mochniuk      | Ukraina           | 2:23,19 | 781    |       |
| 12.     | Celina Leffler           | Niemcy            | 2:24,01 | 770    |       |

## Klasyfikacja końcowa
Najlepsze rezultaty w danej konkurencji
| Pozycja | Zawodniczka              | Reprezentacja     | 60m H | HJ   | SP    | LJ   | 800m    | Punkty | Uwagi |
| ------- | ------------------------ | ----------------- | ----- | ---- | ----- | ---- | ------- | ------ | ----- |
| 01 !    | Brianne Theisen-Eaton    | Kanada            | 8,04  | 1,85 | 13,70 | 6,42 | 2:09,99 | 4881   | AR WL |
| 02 !    | Anastasija Mochniuk      | Ukraina           | 8,11  | 1,85 | 15,01 | 6,66 | 2:23,19 | 4847   | PB    |
| 03 !    | Alina Fiodorowa          | Ukraina           | 8,27  | 1,85 | 15,44 | 6,33 | 2:20,42 | 4770   | PB    |
| 4.      | Barbara Nwaba            | Stany Zjednoczone | 8,43  | 1,82 | 15,00 | 5,84 | 2:10,07 | 4661   | PB    |
| 5.      | Györgyi Zsivoczky-Farkas | Węgry             | 8,56  | 1,85 | 14,54 | 6,28 | 2:18,48 | 4656   | SB    |
| 6.      | Kendell Williams         | Stany Zjednoczone | 8,31  | 1,85 | 13,45 | 6,30 | 2:22,82 | 4586   |       |
| 7.      | Morgan Lake              | Wielka Brytania   | 8.70  | 1,88 | 13,61 | 6,03 | 2:20.40 | 4499   |       |
| 8.      | Kateřina Cachová         | Czechy            | 8,34  | 1,79 | 12,26 | 6,11 | 2:19,97 | 4403   |       |
| 9.      | Makeba Alcide            | Saint Lucia       | 8,47  | 1,76 | 13,46 | 5,89 | 2:18,65 | 4368   |       |
| 10.     | Georgia Ellenwood        | Kanada            | 8,64  | 1,79 | 12,54 | 6,01 | 2:20,18 | 4324   |       |
| 11.     | Celina Leffler           | Niemcy            | 8,49  | 1,70 | 13,17 | 5,83 | 2:24,01 | 4181   |       |
| 12.     | Salcia Slack             | Jamajka           | 8,72  | NM   | 13,24 | 5,93 | 2:19,00 | 3377   |       |